# 29555 MACEK
29555 MACEK è un asteroide della fascia principale. Scoperto nel 1998, presenta un'orbita caratterizzata da un semiasse maggiore pari a 3,1628778 UA e da un'eccentricità di 0,1171207, inclinata di 13,90243° rispetto all'eclittica.